# Bruno Lebeda
Bruno Lebeda es un deportista francés que compitió en remo. Ganó dos medallas en el Campeonato Mundial de Remo, en los años 1989 y 1990.

## Palmarés internacional
| Campeonato Mundial | Campeonato Mundial   | Campeonato Mundial | Campeonato Mundial  |
| Año                | Lugar                | Medalla            | Prueba              |
| ------------------ | -------------------- | ------------------ | ------------------- |
| 1989               | Bled (Yugoslavia)    | Medalla de bronce  | Cuatro scull ligero |
| 1990               | Tasmania (Australia) | Medalla de plata   | Cuatro scull ligero |